# Sensibilisation juridique
La sensibilisation juridique, parfois appelée éducation juridique publique ou littératie juridique, est la responsabilisation des individus concernant les questions impliquant la loi. La sensibilisation juridique aide à promouvoir la conscience de la culture juridique, la participation à l'élaboration des lois et l'état de droit,.
L'éducation juridique publique, parfois appelée éducation civique, comprend une gamme d'activités visant à développer la sensibilisation du public et les compétences liées au droit et au système de justice. Ce terme désigne également les champs de pratique et d'études concernés par ces activités, ainsi qu'un mouvement social et professionnel qui prône un plus grand engagement sociétal dans l'éducation au droit. Anna-Marie Marshall explique que "pour faire valoir leurs droits, les gens doivent prendre l'initiative de les articuler. Cette initiative, à son tour, dépend de la disponibilité et de la pertinence du schéma juridique pour les personnes confrontées à des problèmes." En effet, les lois existent dans le cadre d'un écosystème organisationnel plus large dans lequel les intérêts de l'organisation ainsi que ceux des acteurs deviennent inextricablement liés à la manière dont ils sont promulgués.
Distincte de la formation des étudiants en faculté de droit en quête d'une licence en droit (que l'on appelle souvent simplement « formation juridique ») et de la formation professionnelle continue des avocats et des magistrats (que l'on appelle parfois « formation juridique continue »), la formation juridique publique est principalement destinée aux personnes qui ne sont pas des avocats, des juges ou des étudiants en droit à la recherche d'un diplôme.
Le terme « éducation juridique publique » (PLE) est lié à, et peut englober, plusieurs termes similaires. Les termes « information juridique publique » et « éducation et information juridiques publiques » (VIJ) soulignent une différence entre éduquer et fournir de l'information. Le terme « éducation juridique communautaire » est courant en Australie et aux États-Unis, où il fait souvent référence à des activités communautaires d'éducation juridique publiques menées par des organisations d'aide juridique. Le terme « enseignement lié au droit » (LRE) désigne généralement l'enseignement juridique public dans les écoles primaires et secondaires (et parfois dans l'enseignement supérieur), par opposition à la PLE pour les adultes et en dehors de l'école.

## Définition de la connaissance juridique
Selon l'American Bar Association, sur la compréhension du public, la sensibilisation au droit est "la capacité de porter des jugements critiques sur la substance du droit, le processus juridique et les ressources juridiques disponibles, d'utiliser efficacement le système juridique et de formuler des stratégies pour l'améliorer".
L'Association du Barreau canadien (1992, 23) définit la littératie juridique comme « la capacité de comprendre des mots utilisés dans un contexte juridique, d'en tirer des conclusions, puis d'utiliser ces conclusions pour agir »,.
Si l'on s'en tient à la définition du Groupe de recherche sur les multiples actions (MARG, une ONG œuvrant pour la promotion de la sensibilisation au droit), la sensibilisation au droit peut être définie comme "une connaissance critique des dispositions et des processus juridiques, associée à des compétences permettant d'utiliser cette connaissance pour respecter et réaliser les droits et les privilèges",.

## Pensée, philosophie et différentes approches de l'alphabétisation juridique
L'"approche du continuum" considère l'alphabétisation juridique comme "une capacité répartie le long d'un continuum, avec des avocats et des juges à une extrémité et des profanes relativement incapables à l'autre". Cette approche a été adoptée par le juriste blanc, qui a considéré que l'alphabétisation juridique signifiait "le degré de compétence dans le discours juridique requis pour une vie significative et active dans notre culture de plus en plus légaliste et litigieuse".
L'auteur Bilder (1999) définit la littératie juridique comme un « éventail de compétences fonctionnelles », liées à la conduite des litiges. L'approche du continuum explique qu'"un certain degré de connaissances juridiques est requis pour une participation efficace à la société moderne, mais il n'est pas nécessaire que le citoyen moyen atteigne le niveau professionnel de 'penser (et écrire) comme un avocat'".
L'une des approches récentes considère la littératie juridique comme une métaphore. Selon ce point de vue, le terme est "destiné à suggérer des parallèles entre l'institution de la loi et un système de langage à maîtriser, de connaissances acquises et de compréhension atteinte". Ces auteurs suggèrent que le terme littératie juridique peut également fonctionner comme un modèle pour les éducateurs qui cherchent à promouvoir une telle littératie. Les partisans de la littératie juridique peuvent donc se tourner vers l'enseignement de la langue pour s'orienter.

## Nécessité et importance
Anoop Kumar, un chercheur de la mission d'alphabétisation juridique, affirme dans son étude que "le corps législatif de l'État et le parlement, lorsqu'ils adoptent la législation, tiennent compte des objectifs de celle-ci. Certaines lois établissent les droits substantiels des masses et d'autres touchent à l'aspect procédural de certaines lois. Mais c'est en raison du manque de sensibilisation des bénéficiaires que la plupart des législations sont inefficaces au stade de leur exécution,.
La sensibilisation juridique peut donner aux gens les moyens d'exiger justice, responsabilité et recours efficaces à tous les niveaux. Les besoins juridiques risquent toujours de devenir orientés vers la crise parce que leur ignorance les empêche d'anticiper les problèmes juridiques et de contacter un avocat pour une consultation et des conseils à temps. Cela amplifie l'impact de leurs problèmes et difficultés juridiques lorsqu'ils surviennent.
Sans alphabétisation (juridique), les gens peuvent être intimidés et éloignés de la loi. Cela peut évoluer vers une situation où les personnes entrent en conflit avec la loi ou sont incapables d'obtenir de l'aide de celle-ci. Les tribunaux ont reconnu l'obstacle que pose le manque d'alphabétisation pour faire valoir efficacement les droits garantis. Un faible niveau d'alphabétisation peut bloquer l'accès des personnes à la justice. Parfois, les exigences en matière d'alphabétisation ont été utilisées pour bloquer l'accès aux droits et aux avantages,.

### Buts et objectifs

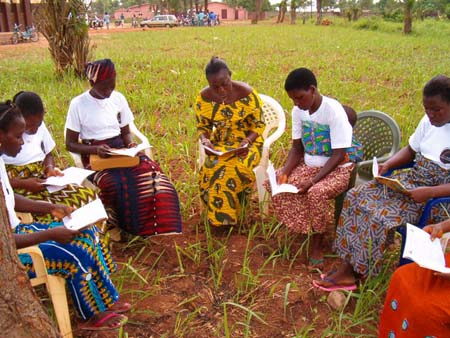
Des femmes lisent leurs droits légaux lors d'une campagne de sensibilisation du public (Bénin)

Les objectifs des programmes d'alphabétisation juridique peuvent être divisés en trois types. À savoir éducatif, de compétence et critique.
Dans Reading the Legal World, l'auteur Laird Hunter s'attend à ce que la culture juridique soit accomplie : "Les personnes utilisant le système juridique doivent être capables de se guider à travers un processus qu'elles comprennent… et, aux endroits appropriés, en cours de route."
1. reconnaître qu'ils ont un droit ou une responsabilité légale, afin de l'exercer ou de l'assumer ;
2. reconnaître quand un problème ou un conflit est un conflit juridique et quand une solution juridique est disponible ;
3. savoir comment prendre les mesures nécessaires pour éviter les problèmes et, lorsque cela n'est pas possible, comment s'aider de manière appropriée ;
4. savoir comment et où trouver des informations sur la loi, et être en mesure de trouver des informations qui leur sont accessibles,
5. savoir quand et comment obtenir une assistance juridique appropriée ;
6. avoir confiance que le système judiciaire fournira un recours, et
7. comprendre le processus suffisamment clairement pour percevoir que justice a été rendue

Selon les buts, il peut y avoir un certain nombre d'objectifs pour les programmes de littératie juridique.

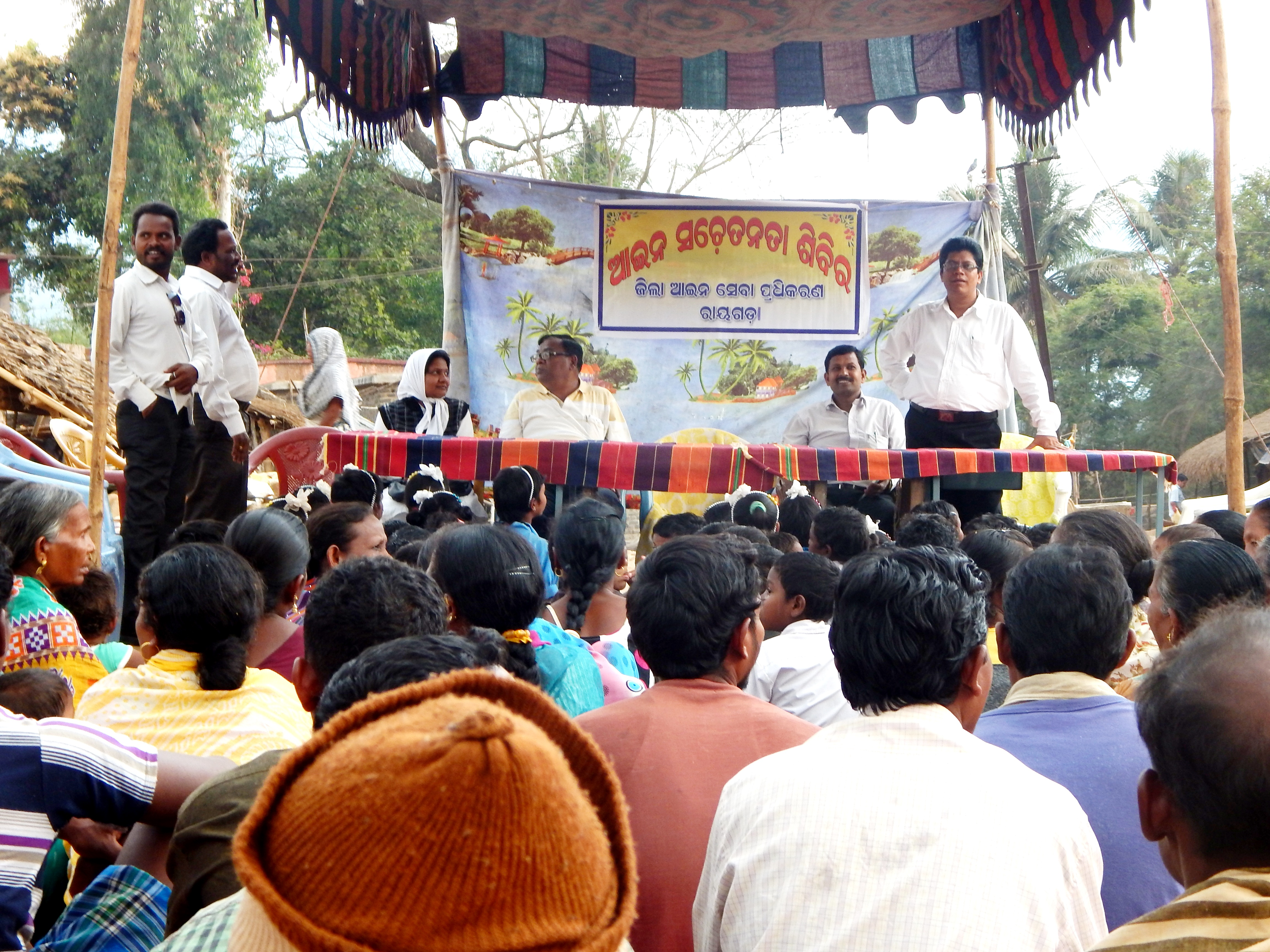
Camp de sensibilisation juridique par DLSA, Rayagada (Inde)

#### Liste des objectifs possibles
1. sensibiliser et renforcer les capacités
2. entrainement des entraineurs
3. éducation communautaire et autonomisation juridique
4. exposer les étudiants en droit au travail de justice sociale
5. renforcer la solidarité communautaire et soutenir le plaidoyer à la base

### Méthodes adoptées pour promouvoir la sensibilisation juridique
Il y a eu de nombreux cas où les gouvernements ont promu des missions d'alphabétisation juridique ou des campagnes de sensibilisation à long terme. Par exemple, lorsque les institutions organisent des événements de littératie juridique.
La sensibilisation juridique est également réalisée par le biais de camps, de conférences et d'ateliers interactifs ou de programmes intensifs sur les lois juridiques essentielles et élémentaires. Parmi le grand public, beaucoup souhaitent passer du temps à écouter des universitaires sur des questions contemporaines qui ont une incidence importante sur les droits et les moyens de subsistance des gens ordinaires. D'autres méthodes sont les spectacles itinérants, les conférences radiophoniques, les pièces de théâtre et de rue, ainsi que la publication de livres, de périodiques, d'affiches et de tableaux pertinents traitant de lois particulières, la distribution de brochures, de brochures et d'autocollants, l'exposition de peintures, illustrations dans des bandes dessinées, et autres moyens d'assurer la publicité de diverses activités de mobilisation légale.
Des panneaux d'affichage stratégiquement situés dans les lieux publics (gares ferroviaires, gares routières, places de marché, devant les principaux bureaux gouvernementaux et postes de police) sont également utilisés pour aider les fonctionnaires, la police et le public à comprendre l'esprit de la loi.

### Langage juridique et accessibilité
Le langage juridique constitue un enjeu central dans les politiques de sensibilisation au droit. Plusieurs travaux académiques,,, ont mis en évidence que les difficultés d’accès au droit ne relèvent pas uniquement de la complexité des concepts juridiques, mais aussi de la forme linguistique des textes juridiques eux-mêmes.
Contrairement à une idée répandue, ce n’est pas uniquement le vocabulaire spécialisé qui entrave la compréhension, mais surtout la structure syntaxique, la densité informationnelle et le style impersonnel des documents juridiques,. L’utilisation de phrases longues, de tournures passives, de nominalisations, ainsi que l’absence de repères contextuels explicites augmente la charge cognitive pour les lecteurs non spécialistes.
L’étude expérimentale de Martínez et al., fondée sur des tests de compréhension et de rappel, démontre que les textes juridiques simplifiés sur le plan stylistique — mais au contenu identique — sont significativement mieux compris par les lecteurs. De manière parallèle, le juriste néerlandais André Verburg souligne l’existence d’un « paradoxe de la connaissance », selon lequel les professionnels du droit ne perçoivent plus la difficulté de leur propre discours, car ils s’attachent directement au contenu et non à la formulation.
Ces recherches suggèrent que la sensibilisation juridique ne peut se limiter à transmettre des contenus normatifs : elle doit également prendre en compte les barrières linguistiques susceptibles d’entraver la compréhension et l’appropriation du droit par le grand public. Certaines initiatives nationales (comme Direct Duidelijk aux Pays-Bas) ou supranationales (mouvement du langage clair) intègrent désormais cette dimension linguistique dans les démarches d’accès au droit.

## Obstacles
Selon Lorenzo Cotula, les lois sont généralement publiées au journal officiel, peu de personnes en dehors des cercles juridiques ont accès aux informations juridiques. L'analphabétisme les barrières économiques les barrières linguistiques, les tabous sociaux et un manque de zèle au sein de la fraternité juridique peuvent entraîner des obstacles à l'obtention des niveaux requis de connaissances juridiques. Selon Hanna Hasl-Kelchner, le manque de zèle des avocats les pousse parfois à dire non et à tuer un accord plutôt que de résoudre les problèmes et de trouver des solutions à la fois pratiques et juridiquement valables.
Dans une note à la 67e session de l'Assemblée générale des Nations unies, le Secrétaire général de l'ONU déclare que « les privations auxquelles les personnes vivant dans la pauvreté sont confrontées tout au long de leur vie - manque d'accès à une éducation de qualité, accès réduit à l'information, voix politique et capital social limités - se traduisent à des niveaux inférieurs d'alphabétisation juridique et de connaissance de leurs droits, créant des obstacles sociaux à la recherche de réparation ».
L'absence de culture juridique et l'analphabétisme qui en résulte sont les principales raisons du grand nombre d'affaires portées devant les tribunaux. Si le citoyen accusé sait qu'un acte est un crime puni par la loi, il ne peut pas le faire.
Dans le domaine du droit, une vaste catégorie d'utilisateurs a besoin d'échanger des informations juridiques dans le monde entier et de mener des activités dans un contexte où une compréhension commune du droit au-delà de la langue est hautement souhaitable. Cependant, cette exigence est difficile à satisfaire, en raison de la variété des langues et des modes d'expression du discours juridique, ainsi que de la diversité des ordres juridiques et des concepts juridiques sur lesquels ces systèmes sont fondés.
À propos de l'importance moindre de la culture juridique dans l'éducation juridique aux États-Unis, Leonard J. Long, professeur de droit à la faculté de droit de l'Université Quinnipiac, déclare : « les étudiants en droit, les cabinets d'avocats, les consommateurs de services juridiques et la société dans son ensemble bénéficieraient d'une profession juridique composé et dominé par des gens qui connaissent bien le droit américain, son histoire et sa jurisprudence. Mais la culture juridique n'est pas encouragée principalement parce qu'elle n'est pas considérée comme nécessaire à la pratique du droit. Cela fait partie de la tradition anti-intellectuelle du droit américain en général, et de l'éducation juridique américaine en particulier".

## Connaissances juridiques institutionnelles et corporatives
Les entreprises, les institutions et les ONG sont soumises et sont censées respecter divers ensembles de lois.

### Connaissances juridiques des entreprises
La sensibilisation juridique est une partie importante de la vie professionnelle. Selon John Akula, lorsque des questions sensibles au droit surviennent, les dirigeants d'entreprise se retrouvent souvent dans ce qui est, pour eux, un territoire non cartographié, souvent sans formation juridique requise. Lorsque les dirigeants d'entreprise travaillent avec des avocats, ils doivent développer un langage commun pour combler les lacunes de communication probables afin d'atteindre l'astuce juridique.
Selon Hanna Hasl-Kelchner, la littératie juridique peut aider à combler le fossé entre le droit et les affaires en simplifiant les termes juridiques dans un langage qui a du sens pour les affaires et offre une nouvelle façon de considérer le droit comme un outil commercial utile. Selon elle, "la culture juridique des entreprises implique une compréhension équilibrée des influences interdisciplinaires entraînant une exposition aux risques juridiques, évitant les poursuites judiciaires et transformant les problèmes juridiques commerciaux potentiels qui menacent la croissance et la rentabilité, en opportunités pour établir des relations commerciales plus solides, offrir une valeur durable aux parties prenantes, améliorer l'avantage concurrentiel et avant tout d'intégrer la conformité dans la culture d'entreprise pour atteindre l'excellence organisationnelle.
Selon Hasl-Kelchner, la littératie juridique des entreprises aborde les profils de risque juridique des entreprises tant au niveau des employés qu'au niveau organisationnel. Il est nécessaire d'identifier l'infrastructure nécessaire pour soutenir la littératie juridique et promouvoir des communications efficaces dans l'ensemble de l'organisation.

### Connaissances juridiques institutionnelles
George Pulikuthiyil, directeur exécutif de l'ONG Jananeethi, dans son essai Legal Literacy for Social Empowerment, déclare que « les professionnels bien éduqués et haut placés ne sont souvent pas non plus au courant des dispositions des lois et des implications de leurs violations. Beaucoup ne connaîtraient pas le fond de plusieurs lois statutaires et leurs applications. . . . Cependant, le fait demeure que la grande majorité des agents et des professionnels tels que les psychologues cliniciens, les conseillers thérapeutiques, les agents d'aide sociale, les travailleurs sociaux, les chefs d'établissement et les universitaires ignorent leur rôle et leurs responsabilités tels qu'envisagés dans la loi. Les ONG s'efforcent d'organiser des ateliers pour les sensibiliser à ces législations de nouvelle génération dans lesquelles le rôle proactif des différentes parties prenantes est d'une grande importance. George Pulikuthiyil pense en outre que les organisations non gouvernementales, les organisations communautaires, les groupes confessionnels, divers prestataires de services, les syndicats, les clubs de jeunes, le personnel de police, les représentants élus des organismes locaux, les étudiants PG en travail social et les organisations de services ont également une plus grande marge d'amélioration, la qualité de vie à condition qu'ils soient familiarisés avec les législations respectives.

### Juristes désignés
Outre les conseillers juridiques externes, les juristes internes et dans certains pays comme l'Australie et l'Inde, le secrétaire de la société est chargé de donner des conseils sur les bonnes pratiques de gouvernance et la conformité aux normes de gouvernance d'entreprise telles que prescrites par diverses lois sur les sociétés, les valeurs mobilières et autres lois commerciales, règlements et lignes directrices qui en découlent,.

## Notions connexes
Il existe certains concepts connexes, notamment la conscience juridique, la mobilisation juridique et la socialisation juridique, l'autonomisation juridique, qui aident à mettre en perspective la littératie juridique.

### Alphabétisation civique et sociojuridique
Malgré la proximité sémantique de l'éducation civique, la culture civique et la culture juridique ne sont pas exactement les mêmes. Dans la « littératie juridique », les composantes sémantiques sont la notion dominante de « droit », « loi », « responsabilité envers la loi », et « littératie civique » auxquelles s'ajoutent le concept de « société civile », « droits et libertés individuels ». " et " la responsabilité de l'homme envers la société civile ". Dans le système formel d'éducation civique, les droits de l'homme peuvent être abordés dans le cadre de l'éducation civique, de l'éducation aux valeurs et des études sociales, bien qu'ils puissent avoir la limitation de ne présenter que certains aspects des droits de l'homme plutôt que leur ensemble intégré, et les devoirs des citoyens peut être exagérément mis en valeur au détriment de certains droits et libertés.
Au niveau de l'école élémentaire, l'initiation à la littératie juridique de niveau généralement minimal est enseignée par le biais de l'éducation civique, mais ce n'est pas nécessairement suffisant pour le reste de la vie. L'éducation juridique appliquée est dispensée par l'école de commerce et d'affaires et certaines autres branches. Les médias jouent également un rôle, mais sont incapables de répondre à tous les besoins d'alphabétisation sociojuridique. Les ONG et les centres d'aide juridique peuvent fournir des connaissances juridiques limitées liées à des domaines d'intervention spécifiques.

## Mission d'alphabétisation juridique
La Chine mène des campagnes nationales de sensibilisation au droit (NLARC), ce programme quinquennal est mené depuis 1986. L'Autorité nationale des services juridiques (Inde) a mené une « mission nationale d'alphabétisation juridique » de cinq ans à l'échelle nationale de 2005 à 2010,.

## Événements et célébrations de l'alphabétisation juridique
Entre le 20 mars et le 5 avril, des célébrations annuelles de sensibilisation au droit ont lieu en Australie. La journée de sensibilisation juridique des employés australiens a lieu chaque année le 13 février. En Inde, la Journée nationale de l'alphabétisation juridique est le 9 novembre.

## Internet et littératie juridique
L'Internet en tant qu'outil de recherche juridique est avantageux pour la plupart des principaux documents de recherche juridique, qui peuvent être trouvés gratuitement pour compléter les services payants et les collections de bibliothèques. Internet offre un accès accru aux ressources, un accès peu coûteux ou gratuit et des informations en temps réel via les médias sociaux.
L'auteur Roger Smith, spécialiste des aspects nationaux et internationaux de l'aide juridique, des droits de l'homme et de l'accès à la justice dit dans son article "Les changements informatiques apportent de l'espoir - et du battage médiatique", que la technologie offre la possibilité de réduire considérablement les coûts et de tirer parti de l'offre existante. L'auteur Roger Smith pense en outre qu'il y a suffisamment d'éléments pour suggérer l'utilisation potentielle d'Internet et ses capacités interactives d'Internet dans le partage d'informations. Selon Roger Smith (Internet et) La technologie ouvre également la possibilité de fournir une éducation juridique publique « juste à temps », ce qui pourrait bien être la réponse à l'écart béant dans les conseils en droit de la famille. Roger Smith ajoute que "la technologie peut être utilisée pour construire un réseau de services (juridiques en ligne) qui propose le niveau de conseil et d'assistance juridiques auquel les gens ont droit - même en période d'austérité".
Fondé en 1992 par Peter Martin et Tom Bruce, Legal Information Institute (LII), un service public à but non lucratif de la Cornell Law School qui fournit un accès gratuit aux sources de recherche juridique américaines et internationales actuelles en ligne sur law.cornell.edu est un pionnier de la diffusion d'informations juridiques en ligne,,. LII a été le premier site juridique développé sur Internet. Le service public de la Cornell Law School promeut l'Institut d'information juridique qui à son tour promeut le libre accès au mouvement du droit et travaille sur les principes adoptés lors de la déclaration de Montréal (2002 et modifiés par la suite) ; qui prône la publication d'informations juridiques publiques via Internet.
En Inde, MARG (Multiple Action Research Group), une organisation travaillant pour ⁣⁣l'autonomisation⁣⁣, ⁣ utilise Internet et les sites de réseaux sociaux pour autonomiser les internautes. L'organisation publie chaque vendredi des "faits du vendredi" sur ses pages Facebook, Twitter et Instagram. Ces messages / images se concentrent sur les droits des citoyens et toutes les autres informations importantes sur les lois en Inde.

## Importantes institutions promouvant la sensibilisation au droit et l'alphabétisation juridique
Les barreaux, les fédérations d'avocats et diverses ONG prennent l'initiative de promouvoir la sensibilisation et l'alphabétisation juridiques. En Inde, conformément à la loi de 1987 sur les autorités des services juridiques, l'Autorité nationale des services juridiques (NLSA) a été désignée pour prendre les mesures appropriées pour diffuser les connaissances juridiques et la sensibilisation au droit parmi la population.
Dans l'Indiana, aux États-Unis, Outreach for Legal Literacy (OLL) est un programme de service communautaire dans lequel des étudiants en droit enseignent le droit à des élèves de cinquième année dans des écoles élémentaires locales.